# Cornillon (Haïti)
Pour les articles homonymes, voir Cornillon (homonymie).
Cornillon (Kòniyon en créole) est une commune d'Haïti, située dans le département de l'Ouest et dans l'arrondissement de Croix-des-Bouquets.
Cornillon se trouve à l'est de Port-au-Prince vers la frontière avec la République dominicaine.

## Démographie
La commune est peuplée de 54 254 habitants(recensement par estimation de 2009).

## Administration

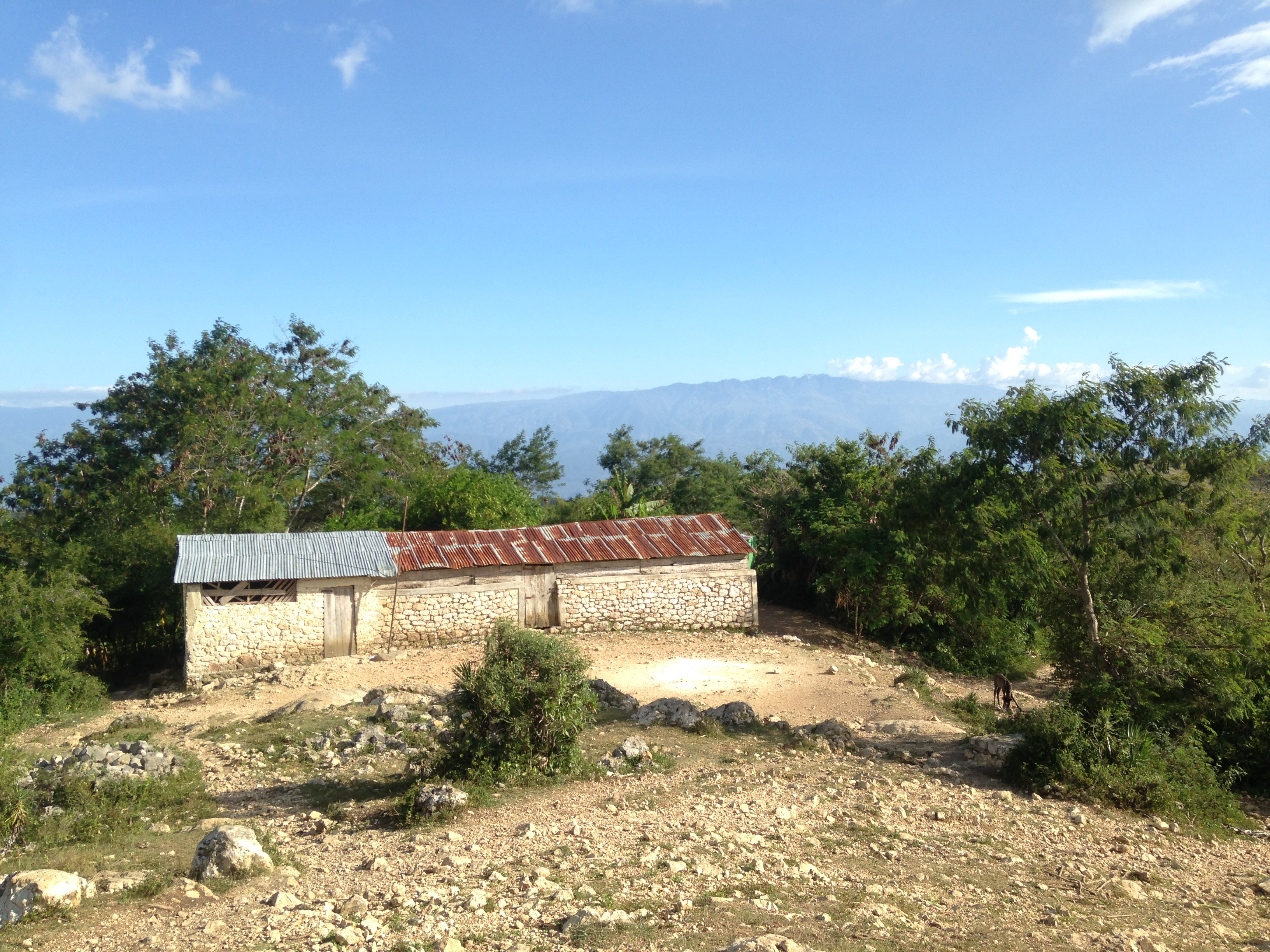
Une école à Grand-Bois, commune de Cornillon

La commune est constituée des sections communales de :
- 1re Plaine Céleste (134-01)
- 2e Plaine Céleste (134-02)
- 1re Boucan Bois Pin (134-03)
- 2e Boucan Bois Pin (134-04)
- 5e Génipailler (134-05)

## Économie
L'économie locale repose sur la culture fruitière et la production du café.
L'industrie forestière est également un secteur d'activité développé à Cornillon.